# Althepus devraii
Espèce
Althepus incognitus est une espèce d'araignées aranéomorphes de la famille des Psilodercidae.

## Distribution
Cette espèce est endémique du Maharashtra en Inde,.

## Description
Le mâle holotype mesure 4,0 mm et la femelle paratype 3,8 mm.

## Publication originale
- Kulkarni & Dupérré, 2019 : Description of a new species of Althepus (Araneae: Ochyroceratidae) from Maharashtra State, India. Munis Entomology and Zoology, vol. 14, no 1, p. 158-164.